# Белкарагай
Белкарагай (каз. Белқарағай, до 199? г. — Медведка) — аул в Катон-Карагайском районе Восточно-Казахстанской области Казахстана. Административный центр Белкарагайского сельского округа. Код КАТО — 635447100.

## Население
В 1999 году население аула составляло 1047 человек (505 мужчин и 542 женщины). По данным переписи 2009 года, в ауле проживало 608 человек (310 мужчин и 298 женщин).